# Roter Maki
Der Rote Maki (Eulemur rufus) ist eine Primatenart aus der Gruppe der Lemuren (Lemuriformes). Im Jahr 2008 wurde er von R. Mittermeier und anderen anhand morphologischer und genetischer Unterschiede als eine vom Rotstirnmaki eigenständige Art anerkannt.

## Merkmale
Das Fell dieser Tiere ist an der Oberseite rotbraun bis orangebraun gefärbt, der Bauch ist hellgrau. Die Schnauze, die Region um die gelblichen Augen und die Mitte der Stirn sind dunkelgrau bis schwarz, über den Augen, an den Backen und an der Kehle befinden sich weiße oder weißgraue Flecken. Die Backenhaare sind bei Männchen buschiger als bei Weibchen.

## Verbreitungsgebiet

Das Verbreitungsgebiet des Roten Makis

Rote Makis leben im Westen der Insel Madagaskar, ihr Verbreitungsgebiet erstreckt sich vom Fluss Betsiboka im Norden bis zum Tsiribihina im Süden, südlich davon schließt das Verbreitungsgebiet des Rotstirnmakis an. Ihr Lebensraum sind trockene Laubwälder.

## Lebensweise
Über die Lebensweise dieser Art ist wenig bekannt, da nahezu alle Studien in Gebieten durchgeführt wurden, die jetzt dem Rotstirnmaki zugeschlagen wurden. Vermutlich sind sie Baumbewohner und kathemeral, das heißt, sie können sowohl am Tag als auch in der Nacht aktiv sein. Sie leben in kleinen Gruppen und ernähren sich vorwiegend von Früchten, daneben auch von anderen Pflanzenteilen und Kleintieren.

## Gefährdung
Die IUCN listet die Art unter „gefährdet“ (vulnerable). Die Zerstörung ihres Lebensraums durch Brandrodungen und Abholzungen stellt die Hauptbedrohung dar.